# Manoel Álvares
Manoel Álvares (Ribeira Brava, 1526 – Évora, 1583) è stato un gesuita portoghese.
È ricordato soprattutto per la sua De institutione gramatica libri tres (1572), una grammatica latina tradotta, in tutto o in parte, in più di 400 lingue.
È stata adottata come testo nel Ratio Studiorum.